# Республиканский университет (Уругвай)
Республиканский университет (исп. Universidad de la República, UdeLaR) — старейший государственный университет Уругвая, основанный в 1849 году.

## История
Впервые попытка основать университет в Уругвае была сделана 11 июня 1833 года, когда по инициативе ученого и сенатора Дамасо Антонио Ларраньяга был принят закон об учреждении университета. Предусматривалось создание девяти факультетов. К 1836 году были сформированы факультеты латыни, философии, математики, богословия и права.
27 мая 1838 года президент Уругвая Мануэль Орибе подписал указ об образовании Большого Республиканского университета. Указ не имел заметных последствий из-за общей политической нестабильности в Уругвае в то время.

## Структура
На сегодняшний день в составе университета действуют следующие факультеты:
- Факультет агрономии
- Факультет архитектуры
- Факультет химии
- Факультет экономических наук
- Факультет инженерного дела
- Факультет педагогических наук
- Факультет юриспруденции
- Факультет медицины
- Факультет сестринского дела
- Факультет стоматологии
- Факультет психологии
- Факультет естественных наук
- Факультет общественных наук (недоступная ссылка)
- Факультет ветеринарной медицины

Также к университету относятся:
- Школа управления
- Школа библиотековедения
- Школа стоматологических технологий
- Школа медицинских технологий
- Школа диетологии
- Школа акушерства
- Школа медиатехнологий
- Школа музыки
- Центр коммуникационных наук
- Центр дизайна
- Институт изящных искусств
- Институт физических наук
- Университетский клинический госпиталь

## Известные выпускники
- Хуан Педро Аместой — дипломат, руководитель Центрального банка Уругвая.
- Альфео Брум — вице-президент Уругвая в 1947—1952 годах.
- Агирре Рамирес, Гонсало — вице-президент Уругвая (1990—1995).
- Васкес, Табаре — президент Уругвая в 2005—2010 годах и с 2015 года.
- Альберто Гуани — вице-президент Уругвая (1943—1947).
- Демичели, Альберто — президент Уругвая в 1976 году.
- Лакалье де Эррера, Луис Альберто — президент Уругвая в 1990—1995 годах.
- Лоренсо-и-Лосада, Алехандро — дипломат Уругвая.
- Тариго, Энрике — вице-президент Уругвая (1985—1990).
- Хорхе Батлье Ибаньес — президент Уругвая в 2000—2005 годах.
- Сесар Чарлоне — вице-президент Уругвая (1938—1943).